# Ogy (Moselle)
Pour les articles homonymes, voir Ogy.
Ogy est une ancienne commune française située dans le département de la Moselle.
Depuis le 1er janvier 2017, Ogy est une commune déléguée au sein de la commune nouvelle d'Ogy-Montoy-Flanville avec Montoy-Flanville. Le chef-lieu de la commune nouvelle est fixé à Montoy-Flanville.

## Géographie
La commune est située à huit kilomètres de Metz-Technopôle. Malgré sa position rurale, le village comprend de nombreux lotissements. Le territoire de la commune est riche en gryphées (fossiles du jurassique).
Écarts et lieux-dits
- Saint-Agnan
- Puche

## Toponymie
- Osey (1190), Oisey (1260), Oxey (1404), Oxieum (1409), Augy (1478), Houxey (1497), Oixey (1513), Ouxey (1514), Oxi (1544), Augy (1710), Oxy (1742), Ogy (1793).
- En lorrain : Ouh’i.
- En allemand : Ogingen (1915–1918 et 1940–1944).

## Histoire
Le village dépendait de l’ancien pays messin (Haut Chemin), dont les seigneurs étaient issus des grandes familles messines, aujourd'hui toujours installés dans le village.
Le village est ruiné pendant la guerre de Trente Ans.
Le 1er mai 1707, le garde champêtre est assassiné à Ogy. Une croix scellée sur un mur commémore cet évènement.
Ogy absorbe Puche entre 1790 et 1794.
On notera également l’élevage intensif d’oies pratiqué dans le village. À l’origine de l’appellation conférée aux habitants avant 1900 : « Lés bigârds d’Hhi » (les jars d'Ogy).
Au début des années 1990, la commune met en œuvre une politique d'aménagement et fait construire plusieurs lotissements.
À la rentrée 2012, le conseil municipal décide de fermer l'école primaire pour fusionner avec l'école de Montoy-Flanville.

### Les Hospitaliers
En 1600, le sieur de Clervant, calviniste, détruit la chapelle hospitalière Saint-Jean-Baptiste-de-la-Décollation.
Les armes de Metz et la croix de Malte rappellent que l’hospice Saint-Nicolas de Metz et les Hospitaliers de l'ordre de Saint-Jean de Jérusalem se partageaient la seigneurie.

## Économie
10 entreprises et 4 exploitations agricoles.

## Politique et administration
| Période                                  | Période          | Identité                             | Étiquette | Qualité |
| ---------------------------------------- | ---------------- | ------------------------------------ | --------- | ------- |
| an VIII                                  |                  | Jean Barthélémy                      |           |         |
|                                          |                  | Pallez                               |           |         |
|                                          |                  | Charles Vincent (attesté 1955, 1960) |           |         |
|                                          | 1989             | Robert Touchot                       |           |         |
| mars 1989                                | 27 novembre 2011 | Albert Bohn                          |           |         |
| janvier 2012                             | décembre 2016    | Anne-Marie Marx                      |           |         |
| Les données manquantes sont à compléter. |                  |                                      |           |         |

Mairie : 22, rue Principale - Tél. : 0387644950.

## Vie associative
Deux évènements annuels :
- la fête des replants à l'initiative d'un agriculteur du village ;
- la fête de la citrouille.

Depuis 2008, l'association Ogy en fête anime le village en organisant quelques manifestations : brocante, fête de Noël et concours d'illumination.

## Démographie
En 1844, l’école est fréquentée par 30 garçons et 37 filles, la population du village est de 160 individus pour 32 maisons.

L'évolution du nombre d'habitants est connue à travers les recensements de la population effectués dans la commune depuis 1793. À partir du 1er janvier 2009, les populations légales des communes sont publiées annuellement dans le cadre d'un recensement qui repose désormais sur une collecte d'information annuelle, concernant successivement tous les territoires communaux au cours d'une période de cinq ans. 
Pour les communes de moins de 10 000 habitants, une enquête de recensement portant sur toute la population est réalisée tous les cinq ans, les populations légales des années intermédiaires étant quant à elles estimées par interpolation ou extrapolation. Pour la commune, le premier recensement exhaustif entrant dans le cadre du nouveau dispositif a été réalisé en 2007,.
En 2014, la commune comptait 525 habitants, en évolution de −8,85 % par rapport à 2009 (Moselle : +0,02 %, France hors Mayotte : +2,49 %).
| 1793 | 1800 | 1806 | 1821 | 1836 | 1841 | 1861 | 1866 | 1871 |
| ---- | ---- | ---- | ---- | ---- | ---- | ---- | ---- | ---- |
| 153  | 142  | 140  | 146  | 186  | 207  | 188  | 171  | 127  |

| 1875 | 1880 | 1885 | 1890 | 1895 | 1900 | 1905 | 1910 | 1921 |
| ---- | ---- | ---- | ---- | ---- | ---- | ---- | ---- | ---- |
| 146  | 175  | 187  | 170  | 161  | 143  | 163  | 144  | 111  |

| 1926 | 1931 | 1936 | 1946 | 1954 | 1962 | 1968 | 1975 | 1982 |
| ---- | ---- | ---- | ---- | ---- | ---- | ---- | ---- | ---- |
| 103  | 105  | 107  | 99   | 79   | 90   | 92   | 131  | 132  |

| 1990 | 1999 | 2007 | 2011 | 2014 | - | - | - | - |
| ---- | ---- | ---- | ---- | ---- | - | - | - | - |
| 255  | 439  | 592  | 549  | 525  | - | - | - | - |

À la suite de la construction de nouveaux lotissements, la population passe de 250 habitants en 1989 à plus de 500 en 2010 (avec une hausse de 32 % dans les années 2000).

## Culture locale et patrimoine

### Lieux et monuments
- Mairie, inaugurée en 1993, autrefois ancienne porcherie des hospices de Metz[2].
- Salle des fêtes.
- City stade, 2003.

#### Édifices religieux
- Église de Saint-Agnan, située dans le lieu-dit homonyme. Elle est entourée par un cimetière.
- Chapelle templière qui existait jusqu'en 1600.
- Croix scellée sur un mur rappelant l'assassinat du garde champêtre le 1er mai 1707.

### Personnalités liées à la commune
- Raymond Bolzinger, médecin général (1901-1983), né à Saint-Agnan.

### Héraldique
| Blason de Ogy | Blason  | Parti d'argent et de sable, à la croix de Malte brochant de l'un en l'autre. |
| Blason de Ogy | Détails | Le statut officiel du blason reste à déterminer.                             |